# Marktplatz 11 (Braunfels)

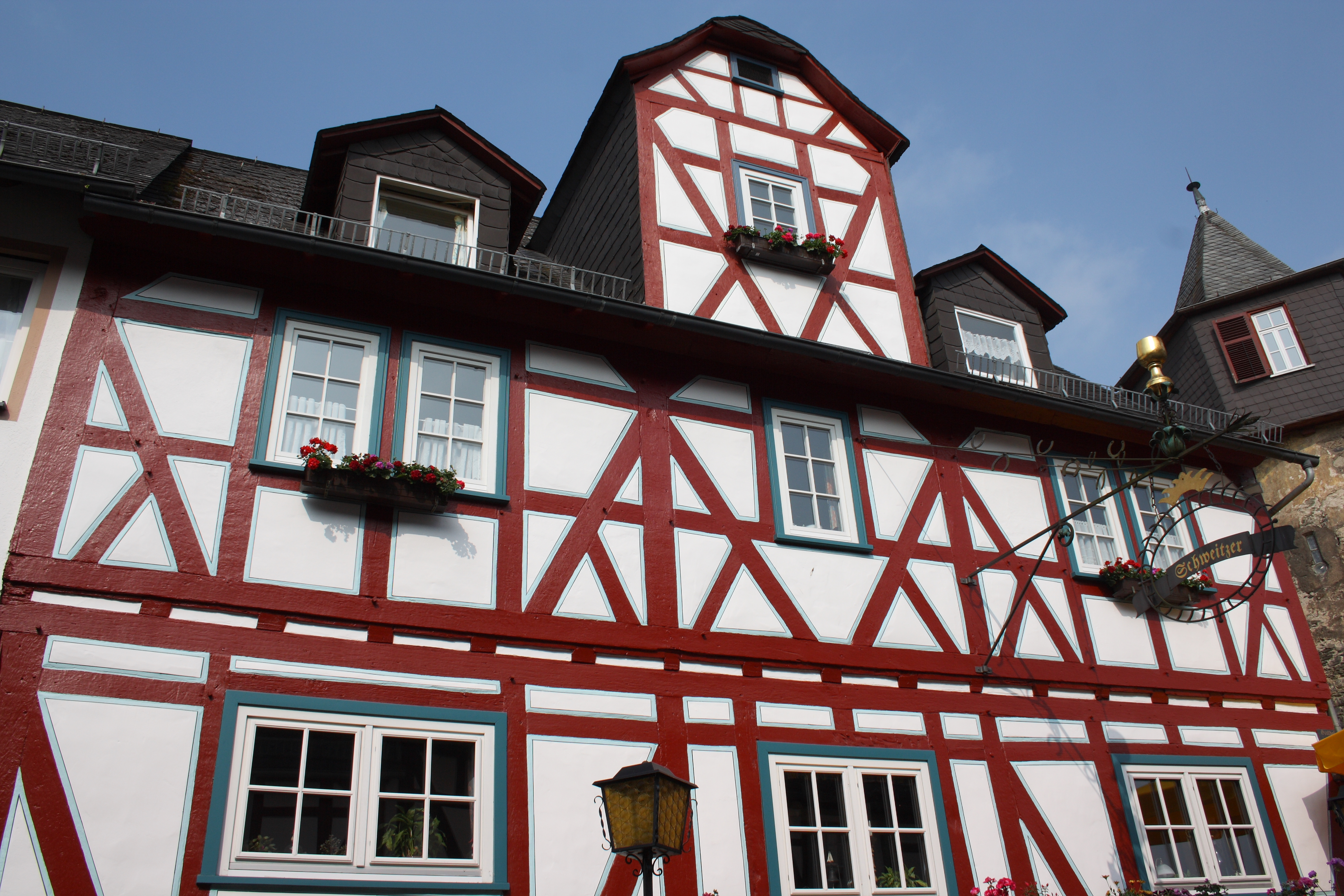
Marktplatz 11 in Braunfels

Das Gebäude Marktplatz 11 in Braunfels, einer Stadt im Lahn-Dill-Kreis in Hessen, wurde im 18. Jahrhundert errichtet. Das Fachwerkhaus ist ein geschütztes Baudenkmal.

## Beschreibung
Der zweigeschossige Fachwerkbau wird im Obergeschoss durch Mann-Figuren in drei Zonen gegliedert. Er besitzt ein Krüppelwalmdach mit Zwerchhaus. Der große Bau, neben dem Stadttor und an der Einmündung der St. Georger Straße gelegen, ist von großer ortsbildprägender Wirkung.     